# Ludwigslusts kanal

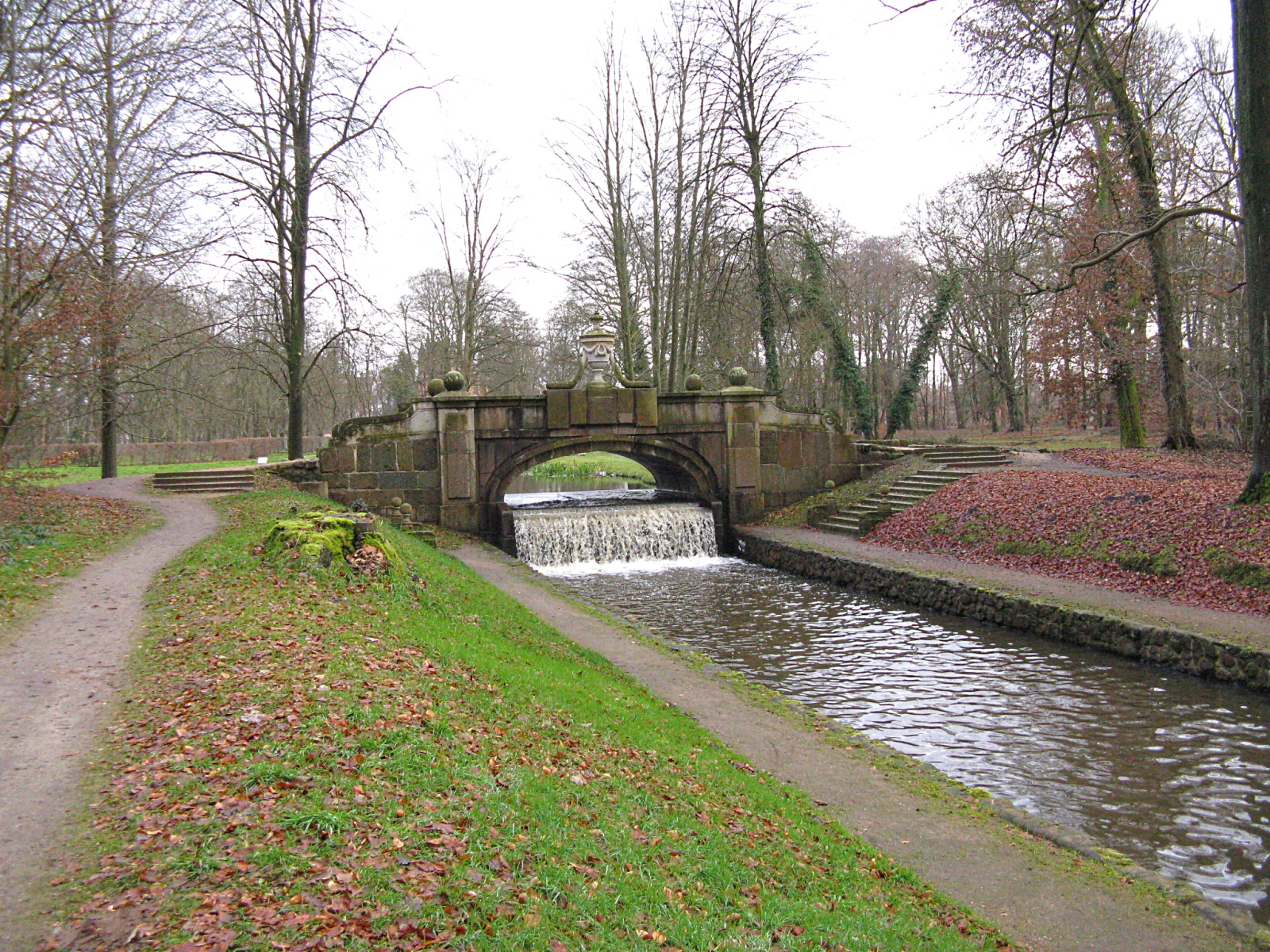
Bron ”Steinerne Brücke” över Ludwigslusts kanalen vid slottsparken i Ludwigslust

Ludwigslusts kanalen (tyska: Ludwigsluster Kanal) är en kanal i nordtyska förbundslandet Mecklenburg-Vorpommern. Hela kanalen ligger i distriktet  Ludwigslust-Parchim och är en del av slottsanläggningen för Ludwigslusts slott.

## Historia
Kanalen anlades under 1700-talet (1756–1760) på initiativ av hertig Fredrik II av Mecklenburg-Schwerin, för att försörja fontänerna och kaskaderna vid den nya slottsparken tillhörande Ludwigslusts slott i mecklenburgska staden Ludwigslust.

## Sträckningen
Ludwigslusts kanalen är 28 km lång och har ett avrinningsområde på 102 km². Kanalen börjar vid orten Tuckhude, var den skiljas från andra kanalen Neuer Kanal. Neuer Kanalen kommer från Störkanalen, som har förbindelse med sjön Schweriner See. 
Efter Tuckhude flyter Ludwigslusts kanalen mot Ludwigslust, var den försörjer alla dammar, kaskader och fontäner i slottsparken. I Ludwigslust vänder sig kanalen mot väst eller sydväst och vid orten Menkendorf mynnar den ut i ån Rögnitz, som är en biflod till Sude.

## Galleri

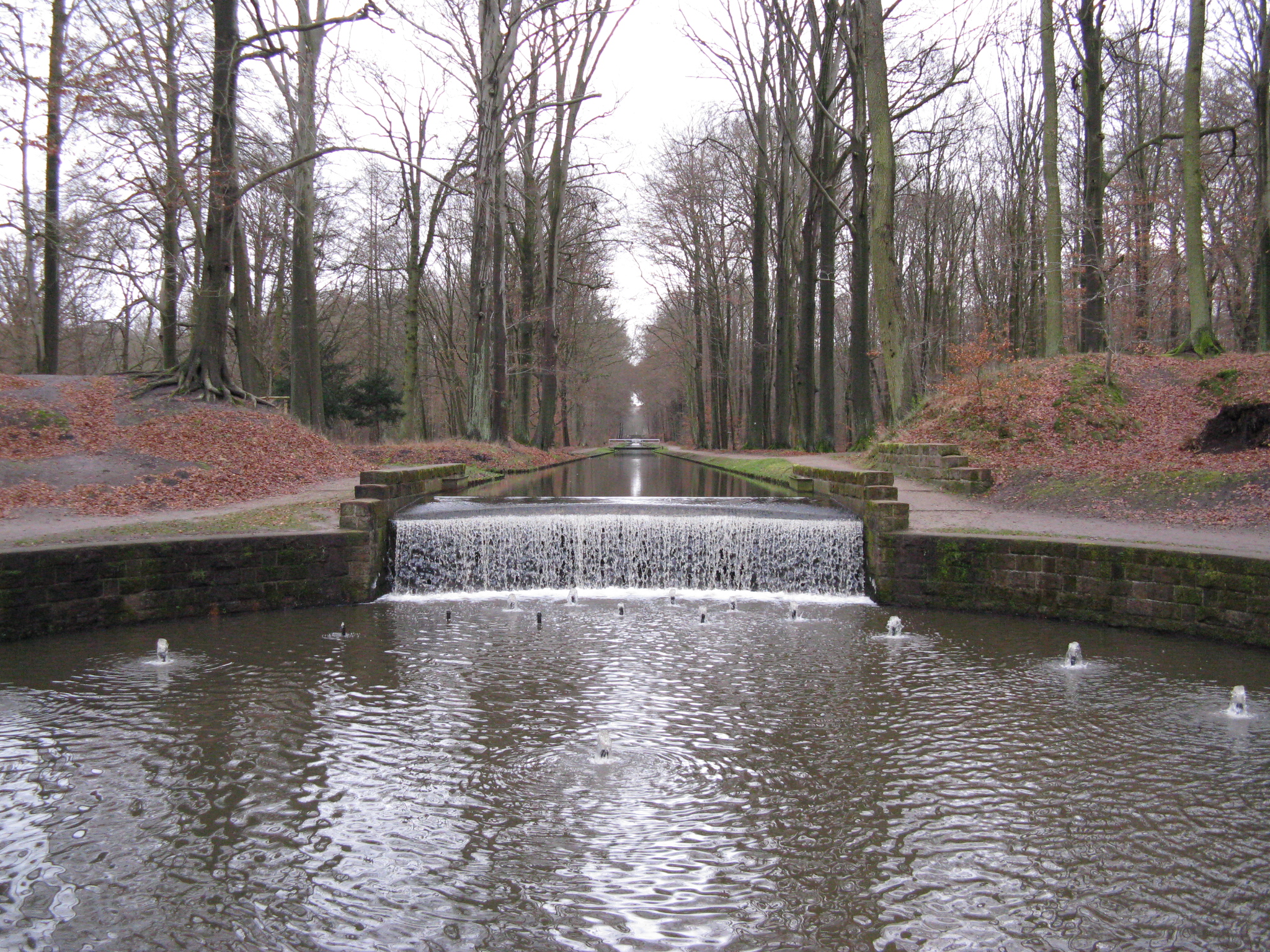
Kanalen i slottsparken
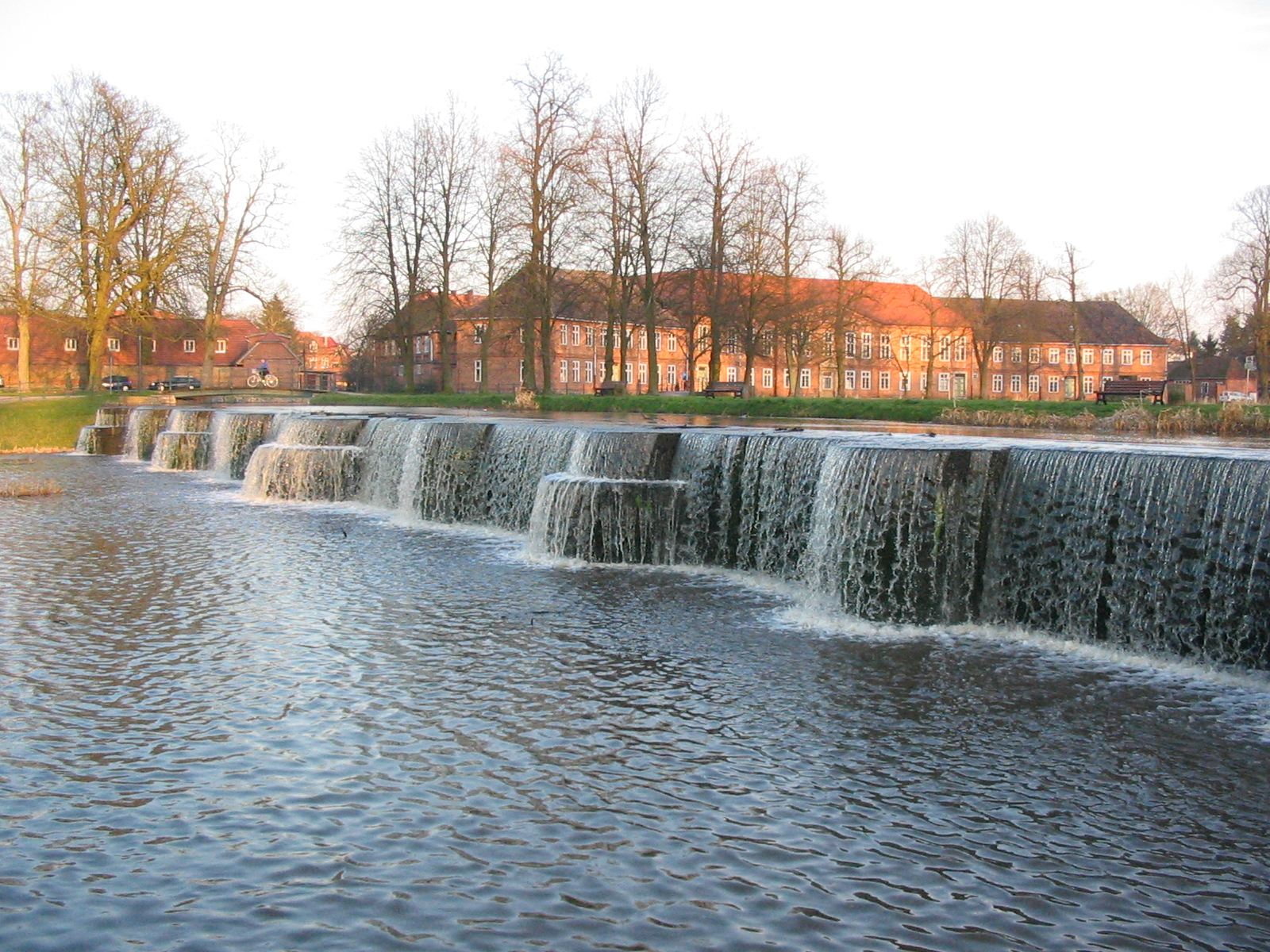
Kaskad vid Ludwigslusts slott
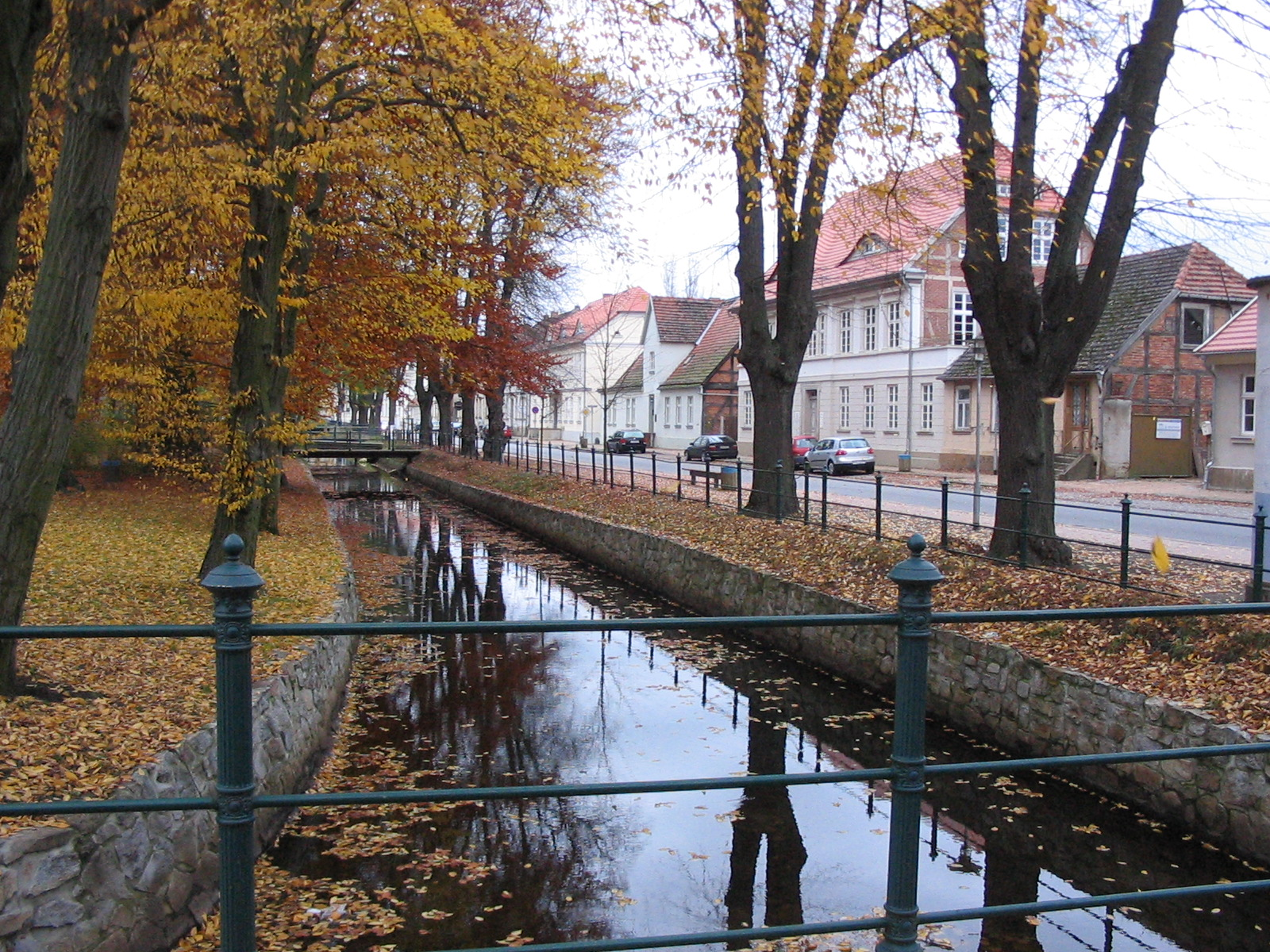
Ludwigslusts kanalen vid Kanalgatan i Ludwigslust